# Isaäc Collard

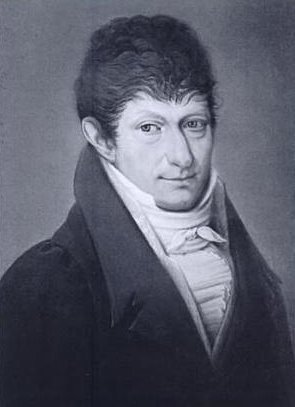
Isaac Collard (door Theodorus Bohres)

Isaäc Collard (Maastricht, 31 januari 1774 – Assen, 6 november 1828) was een Nederlandse jurist en burgemeester.
Collard, lid van de familie Collard, was een zoon van Alexandre Quirin Collard, burgemeester van Maastricht, en Sara van Kervel. Hij studeerde rechten. Hij trouwde in 1805 in Havelte met Johanna Gesina Kymmel (1780-1850), dochter van Wolter Kymmel. Het paar vestigde zich in 1809 in Assen.
Mr. Collard was vanaf maart 1812 een aantal maanden burgemeester van Assen. Hij nam in oktober ontslag, na de nederlaag van Napoleon Bonaparte tegen de Russen. In september 1813 werd hij echter opnieuw benoemd. Hij was daarnaast inspecteur der directe belastingen. In 1814 werd hij benoemd tot lid van Provinciale Staten van Drenthe. Hij heeft de benoeming niet aangenomen, omdat dat niet verenigbaar was met zijn ambt als inspecteur.Collard was tot maart 1817 een van de drie burgemeesters van de stad. Hij nam ontslag vanwege zijn benoeming tot griffier van de Drentse Staten.